# Agásicles
Agásicles foi rei da cidade-Estado grega de Esparta de 575 a.C. até 550 a.C. ano da sua morte, pertenceu à dinastia Euripôntida.
Ele sucedeu seu pai Arquídamo I e foi sucedido por seu filho Aríston de Esparta. Ele passou o seu reinado em paz.